# For LP Fans Only
For LP Fans Only (с англ. Только для любителей долгоиграющих пластинок) — альбом-компиляция Элвиса Пресли. Как и подразумевает название, в альбом включены песни, не доступные в то время на долгоиграющих пластинках: все песни, представленные здесь, вышли на синглах и мини-альбомах в 1954—56 гг. В рамках этой концепции следом был выпущен сборник A Date With Elvis. Оба альбома вышли во время службы Пресли в армии и таким образом компенсировали отсутствие альбомов с новым материалом. Альбом занял 19-е место в американском хит-параде.
Грампластинка вышла в монофоническом звучании. Британское издание альбома отличалось по списку композиций.

## Список композиций
1. «That's All Right» — 2:00
2. «Lawdy Miss Clawdy» — 2:10
3. «Mystery Train» — 2:29
4. «Playing For Keeps» — 2:55
5. «Poor Boy» — 2:17
6. «My Baby Left Me» — 2:12
7. «I Was the One» — 2:35
8. «Shake Rattle and Roll» — 2:30
9. «I'm Left You're Right She's Gone» — 2:41
10. «You're A Heartbreaker» — 2:12